# Academia Japonesa de Cine
La Academia Japonesa de Cine —en japonés: 日本アカデミー賞協会— es una organización japonesa creada en 1978. Desde su fundación entrega anualmente los Premios de la Academia Japonesa.